# 大澤多門
大澤多門（おおさわ　たもん、1834年（天保5年） - 1906年（明治39年））は、八戸藩士、八戸町戸長。えんぶりの復興者でもある。

## 来歴・人物
八戸藩士・根井沢悟の子として生まれる。幼名は信吾。嘉永3年（1850年）に家督を相続した。
明治元年（1868年）に野辺地戦争において八戸隊副隊長を務める。戊辰戦争後に「大澤多門」と名を改め、明治6年（1873年）に八戸町戸長となった。その後えんぶりの再興や八戸三社大祭の振興に寄与した。長者山新羅神社近くに於多福座という劇場も作っている。 
晩年は階上村（現在の階上町）道仏で隠居生活を送ったと言われている。

## 主な活動

### 祭りの振興
最も多門の功績として知られているのが、えんぶりの再興である。えんぶりは明治維新直後「物乞いに似た行為」として当時の県より一時禁止令が発せられた。しかし明治14年（1881年）、長者山新羅神社にある稲荷神社の例大祭として御輿行列を仕立てて復興した。
また明治29年（1896年）、長者山新羅神社と神明宮に神輿を寄付し、八戸三社大祭において町内ごとの山車製作を考案した。

### 産馬騒擾事件
明治10年代に青森県の産馬セリ代の管理を巡って起きた産馬騒擾事件では、県からの自由管理を求める立場をとり、その中心的な役割を担った。